# 1998 QA91
1998 QA91 är en asteroid i huvudbältet som upptäcktes den 28 augusti 1998 av LINEAR i Socorro County, New Mexico.
Asteroiden har en diameter på ungefär 6 kilometer och den tillhör asteroidgruppen Eunomia.